# Реликтовый лес Янь

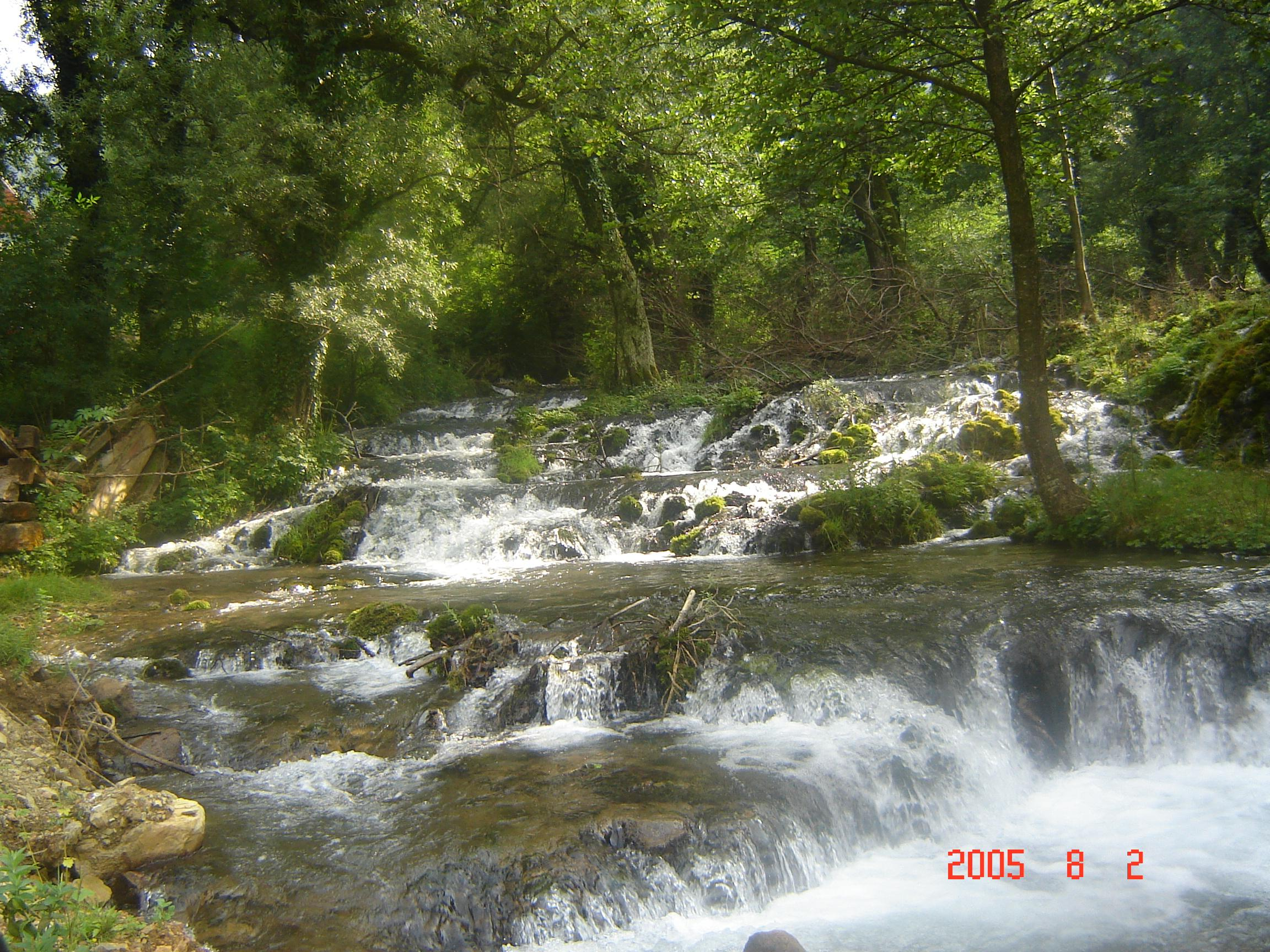
Реликтовый лес и река Янь

Янь (сербохорв. Janj / Јањ) — реликтовый лес в Республике Сербской, в Боснии и Герцеговине. Находится в 30 километрах от Шипова. Является природной резервацией, которая была создана с целью сохранения природного и экологического наследия, научной деятельности, а также для привлечения туристов. Решение о создании природной резервации было подписано премьер-министром Правительства Республики Сербской Александром Джомбичем 18 декабря 2012 года.
Площадь реликтового леса составляет около 295 гектар. Флора представлена буком, елью, кленом, ясенем и вязом. Охраной леса занимается предприятие «Горица» из Шипова.
Через лес протекает одноименная река.